# Спектаторний механізм
Спектаторний механізм (рос. механизм с "очевидцем", англ. spectator mechanism)- преасоціаційний механізм, в якому одна з молекулярних частинок С є вже присутня в парі зіткнення з А (A…C) упродовж утворення В з А, проте не бере участі в утворенні В. A + C (A…C) преасоціація (комплекс зіткнення) (A…C) → (B…C) (B…C) → продукт швидка стадія Утворення В з А також може само бути бімолекулярною реакцією з якимсь реагентом. Оскільки С не асистує при утворенні B, то С називають спостерігачем.